# Байгунські труби
Байгунські труби — геологічне утворення, знахідка 1996 року на горі Байгуншань (кит. спр. 白公山, акад. Байгуншань) на території міського повіту Делінха Хайсі-Монгольсько-Тибетського автономного округу провінції Цінхай, КНР. Представлена як «недоречний артефакт», доісторичні металеві труби віком понад 150 тисяч років . Проведені дослідження показали, що знахідка є скам'янілими стовбурами дерев  .

## Історія
У 1996 році під час обстеження гори Байгуншань було виявлено близько двох десятків труб діаметром від 2 до 40 см, які виходили із скельних порід, створюючи враження штучної системи. Дослідження хімічного складу показало значний вміст оксиду заліза з високим включенням діоксиду кремнію та окису кальцію. Вік знахідки був оцінений як такий, що перевищує 5 тисяч років, тобто старший за початок виробництва заліза в Китаї.
Вперше загальнодоступна інформація про байгунські труби з'явилася у червні 2002 року. В одній із китайських газет надрукували репортаж, який розповідає про те, що зроблено знахідку, яка нібито ставить під сумнів усю людську історію. Низка публікацій описували знайдені труби як залишки споруд інопланетян, що стало сенсацією. Місцева влада, скориставшись ситуацією, дуже швидко розпочала створення туристичної пам'ятки. На дорогах розмістили покажчики до «інопланетних споруд», байгунські труби включили до довідників і навіть спорудили пам'ятник прибульцям.

## Проведені дослідження
Байгунські труби були детально вивчені, що дозволило достовірно встановити непричетність до їхнього створення не тільки прибульців, але і людей. Ізотопний аналіз матеріалу показав, що в ньому немає нічого позаземного, а мікроструктурний — те, що вони не були зроблені руками людини .
Дослідження зразків матеріалу труб, взятого на відстані від скельної поверхні, тобто з місць, що виключали вивітрювання, виявило наявність рослинних залишків, що перетворилися на вугілля . Це дало можливість зрозуміти процес виникнення байгунських труб.
Колись на цьому місці росли дерева, згодом завалені осадовими породами. У міру переродження деревини багата залізом вода проникала природною порожниною між деревом і породою, поступово укладаючи її в «природний залізний панцир». Далі, коли ерозія розкрила засипані дерева, труби, а насправді залишки стовбурів та гілок, вийшли на поверхню. Вугілля, на яке перетворилися за цей час дерева, у поверхневій частині вивітрилося, а в скельному ґрунті збереглося і було виявлене .
Події сталися мільйони років тому. Це означає, що попередні оцінки віку труб виявилися занадто омолодженими.